# 道の駅鐘のなるまち・ちっぷべつ

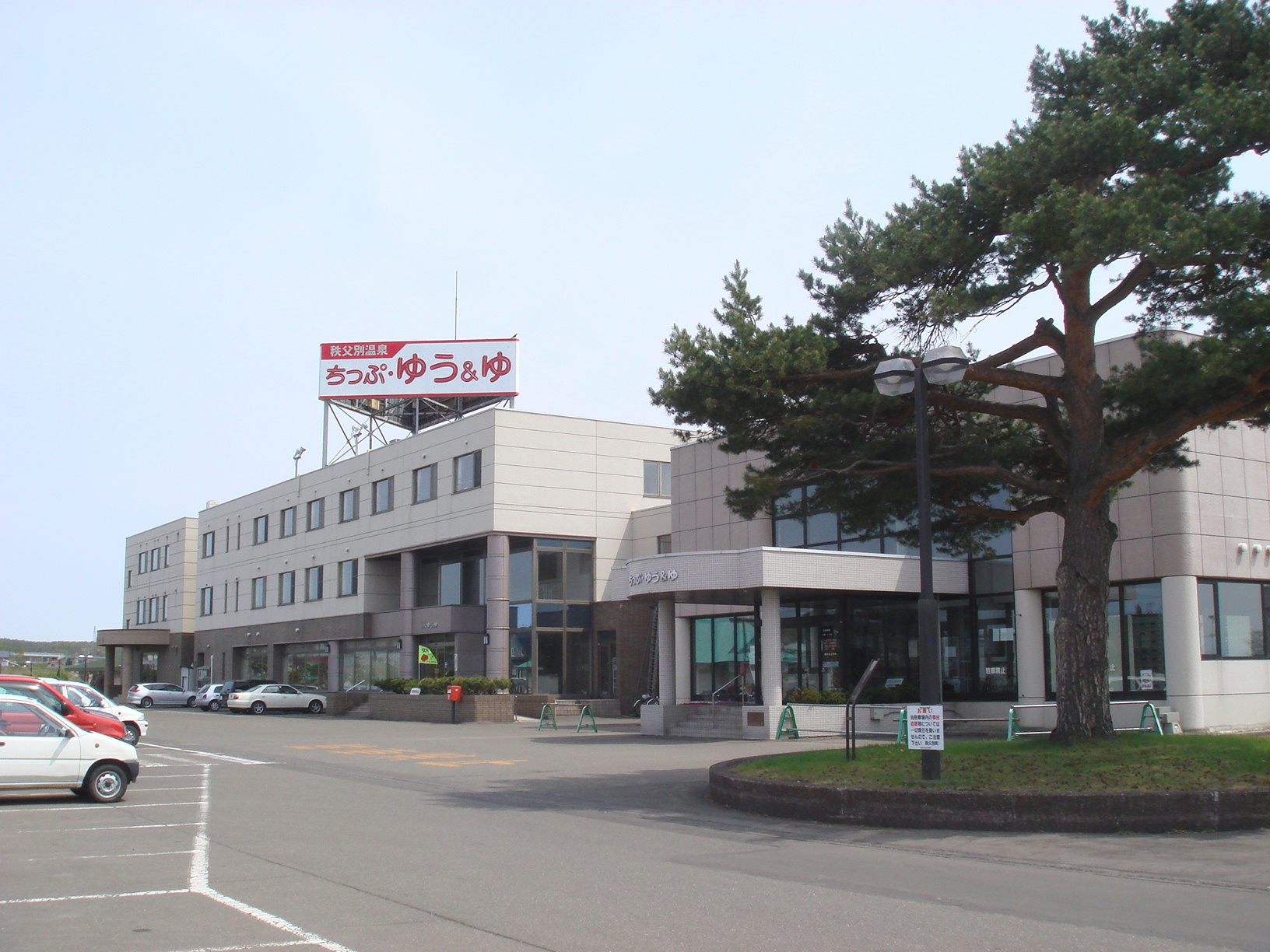
隣接している秩父別温泉ちっぷ・ゆう&ゆ

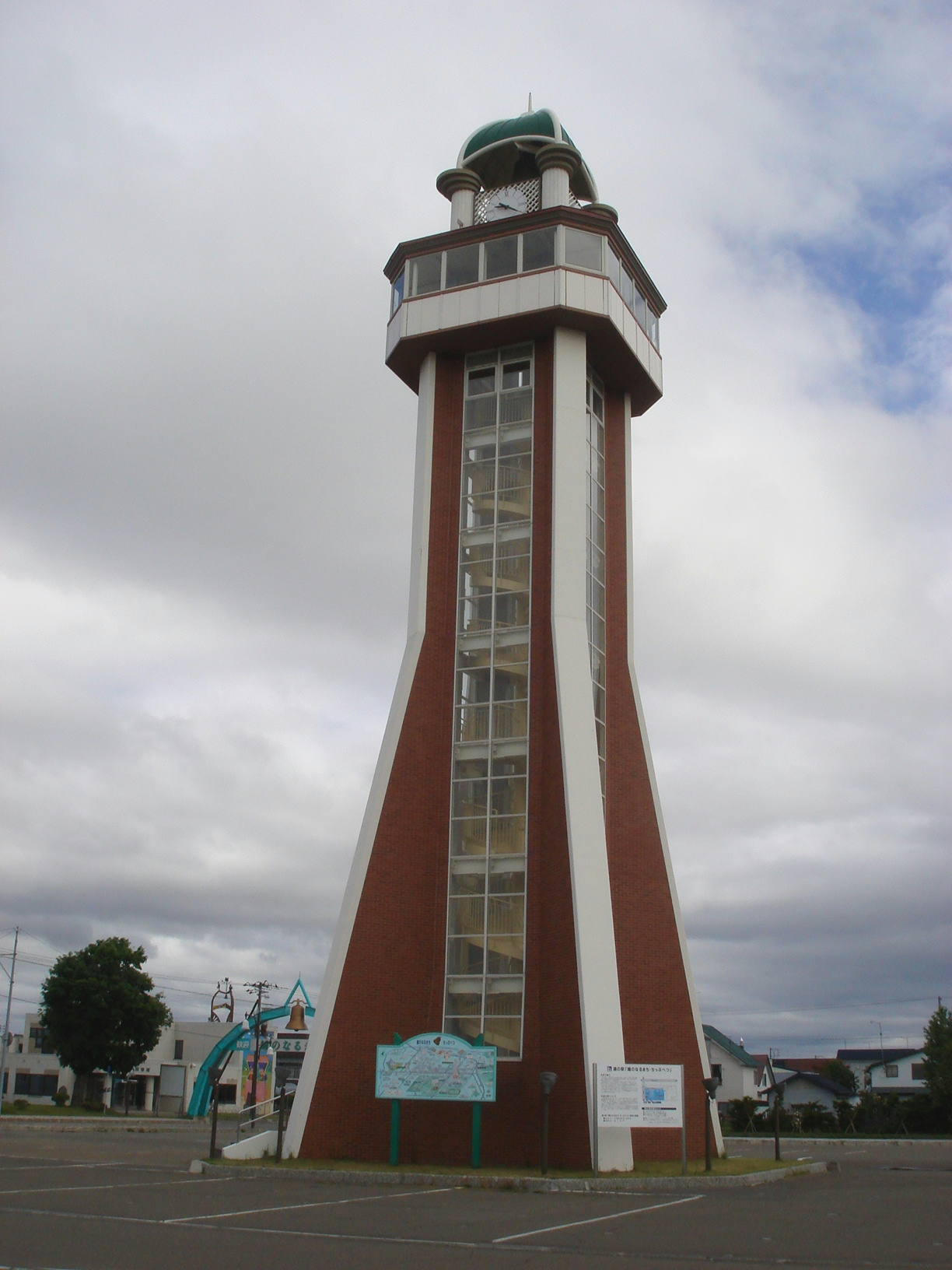
秩父別開基百年記念塔

道の駅鐘のなるまち・ちっぷべつ（みちのえき かねのなるまち・ちっぷべつ）は、北海道雨竜郡秩父別町にある国道233号の道の駅である。
施設内には、日帰り・宿泊の温泉施設が整備されている。

## 主な施設
- 駐車場
  - 普通車：196台
  - 大型車：5台
  - 身障者用 : 3台
- トイレ
  - 男：大 2器（2器） 小 6器（6器）
  - 女：8器（8器）
  - 身障者用：1器（1器） ※オストメイト対応トイレ 1器（1器）

※（）内は24時間使用可能
- 公衆電話：1台
- 売店（特産物販売、野菜販売）9:00 - 18:00（4月 - 10月）、9:00 - 17:00（11月 - 3月）（休）11月 - 4月は火曜日
- レストラン 11:00 - 15:00（L.O 14:45）（休）11月 - 4月
- 秩父別温泉はまなす 11:30 - 20:00（L.O 19:30）
- 日帰り・宿泊 温泉施設（秩父別温泉ちっぷ・ゆう&ゆ 9:00 - 22:00
- 秩父別開基百年記念塔

## 休館日
- 毎週火曜日（11月 - 4月）
- 年末年始（12月30日 - 1月5日）

## 秩父別開基百年記念塔
- 1994年の秩父別町開基百年を記念し、開拓開始当初に時鐘や非常招集に使われた「屯田の鐘」に因んで鐘を復活させ町のシンボルとすべく鉄骨造高さ100フィート（30.48m）の展望台として建設。建設費は約2億1575万円。
- 頂上にはオランダ製直径1.66m・高さ1.6m・重さ2.8トン・ブロンズ製の国内最大級のスウィングベルを設置し、午前6時・正午・午後6時に鳴らされる。また展望階には来場者が願いを込めて鳴らすことが可能な「しあわせの鐘」も設置されている。
- 利用時間：9:00 - 17:00（11月 - 3月は16:00まで）

## アクセス
- 国道233号

## 周辺
- JR北海道 留萌本線 秩父別駅
- 深川留萌自動車道 秩父別IC